# ウェブ将武
ウェブ 将武（ウェブ しょうん、1981年12月30日 - ）は、元ラグビー選手、ラグビー指導者。元日本代表。旧名ショーン・ウェブ（Shaun Webb）。現在ジャパンラグビーリーグワン三菱重工相模原ダイナボアーズのアシスタントコーチを務めている。

## プロフィール
- ニュージーランドのクライストチャーチ出身。
- 現役時代のポジションはスタンドオフ(SO)、フルバック(FB)。
- 身長 181 cm、体重 92 kg
- 日本代表キャップは35（2015年9月現在）。
- ニックネームは「ウェービ」。

## 略歴
クライストチャーチ男子高校、リンカーン大学、クルセイダーズを経て、2005年に神戸製鋼コベルコスティーラーズへ加入。2シーズンプレーした。
- 2007年、ワールドファイティングブルへ加入[4]。2シーズンプレーした。
- 2009年、コカ・コーラウエストレッドスパークスに加入。4シーズンプレーした[5]。
- 2011年に日本国籍を取得し[1]、ラグビーワールドカップ2011の日本代表に選ばれる[2]。
- 2013年、NECグリーンロケッツ東葛に加入[6]。3シーズンプレーした[7]。